# Antonio de Zúñiga y Guzmán

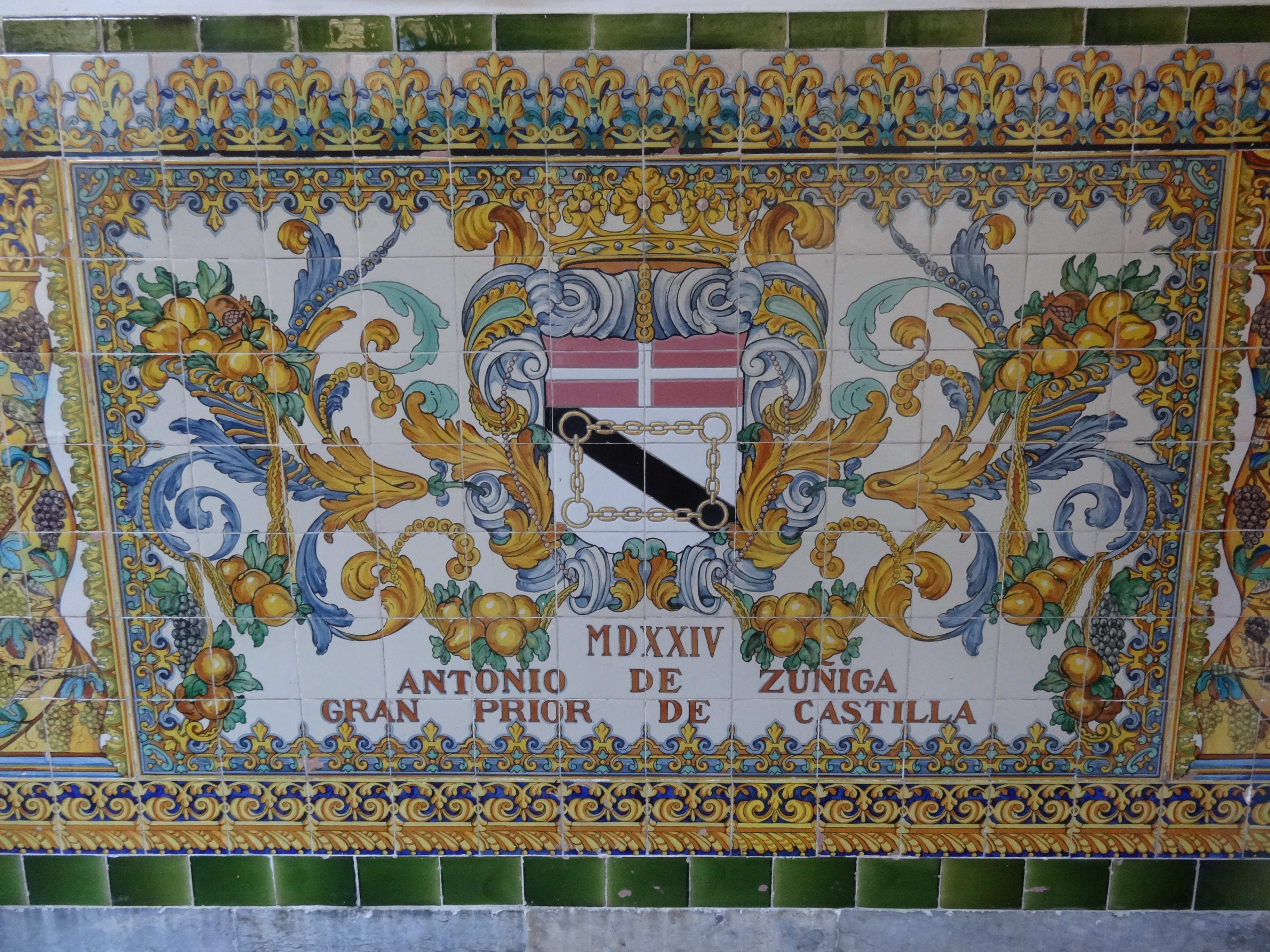
Antonio de Zuñiga en la decoració ceràmica del claustre de la Capitania General de Barcelona

Antonio de Zúñiga i Guzmán (Plasencia, c. 1480 - 1533), noble espanyol de la Casa de Zúñiga, Gran prior de Castella de l'Orde de Sant Joan de Jerusalem, avui Orde de Malta, General de l'Exèrcit Imperial en la lluita contra la rebel·lió dels Comuneros, coneguda com la Guerra de les Comunitats de Castella en temps de l'Emperador del Sacre Imperi Carlos V i Virrei de Catalunya del 1523 al 1525

## Filiació
Van ser els seus pares Pedro de Zúñiga i Manrique de Lara, III Comte de Plasencia, I Comte d'Ayamonte, i la seva esposa Teresa de Guzmán, filla de Juan Alonso de Guzmán, III Comte de Niebla, I Duc de Medina Sidonia i de la seva esposa Elvira de Guzmán.

## Continu
Antonio va ser nomenat Continu de la Casa Real el 21.09.1506 pel Rei Fernando II d'Aragó i V de Castella, "el Catòlic". L'ofici de Continuo, anomenat així per la seva disponibilitat contínua, ho exercien fills de nobles criats a la Casa del Rei, emprats en temps dels Reis Catòlics en menesters polític-administratiu, segons la voluntat règia, percebent una renda fixa.

## Gran prior de Castella de l'Orde de Sant Joan de Jerusalem
Antonio va ser triat en 1512 Prior de l'Orde de Sant Joan de Jerusalem a Castella. Va sostenir en 1517 un plet pel Priorat de l'Orde de Sant Joan amb Diego Álvarez de Toledo i Zúñiga, fill de l'II Duc d'Alba de Tormes, Fadrique Álvarez de Toledo i Enríquez i de la seva esposa Isabel de Zúñiga i Pimentel (la seva tia).

## Diplomàtic
Antonio va prendre part en l'entrevista dirigida pel Canceller Mercurino Gattinara amb la comissió francesa del Rei Francisco I de França dirigida pel seu Privat i Gran Maestre Boissy a Montpeller en 1519 amb relació a les pretensions franceses de Nàpols i Navarra. L'assemblea es va dissoldre sense prendre cap acord a la mort del Gran Maestre francès Boissy.

## General de l'Exèrcit Imperial
Al febrer de 1521 va comandar la host (1000 homes de guerra, 200 cavalls i 6 peces d'artilleria) que a la seva costa la seva germana Leonor de Zúñiga i Guzmán, Duquessa vídua de Medina Sidonia, havia aixecat per combatre la rebel·lió dels Comuneros de Toledo, coneguda com la Guerra de les Comunitats de Castella, els qui protestaven contra la política del Rei d'Espanya i Emperador del Sacre Imperi Romano Carlos V i posaven en destret als nobles i Grans del Regne.
Antonio va ser nomenat General de l'Exèrcit Imperial pels Governadors d'Espanya (Cardenal Adriano, Condestable de Castella Iñigo de Velasco, Almirall de Castella, Fadrique Enríquez) en la lluita contra la rebel·lió dels comuneros de Toledo. Després d'una excel·lent campanya contra els comuneros de Toledo en la primavera de 1521, va vèncer el seu Capità, Antonio Encunya, Bisbe de Zamora, en la Trobada de Romeral al maig de 1521. El Bisbe de Zamora va fugir a Ocaña i d'allí a Toledo, on va reanimar la rebel·lió. Antonio de Zúñiga i Guzmán va dirigir l'assalt i presa de Toledo, on va entrar al febrer de 1522. Donant així fi a la Rebel·lió dels Comuneros.

## Virrei de Catalunya
L'Emperador Carles V al seu retorn a Espanya en 1522, estimant el seu valor i serveis prestats, ho va nomenar Capità General i Virrei de Catalunya, càrrec que Antonio va exercir del 1523 al 1525. Antonio de Zúñiga i Guzmán va morir en 1533.